# Armaillé
Armaillé is een gemeente in het Franse departement Maine-et-Loire in de regio Pays de la Loire. De plaats maakt deel uit van het arrondissement Segré. Armaillé telde op 1 januari 2022 317 inwoners.

## Geografie
De oppervlakte van Armaillé bedroeg op 1 januari 2022 16,78 vierkante kilometer; de bevolkingsdichtheid was toen 18,9 inwoners per km².

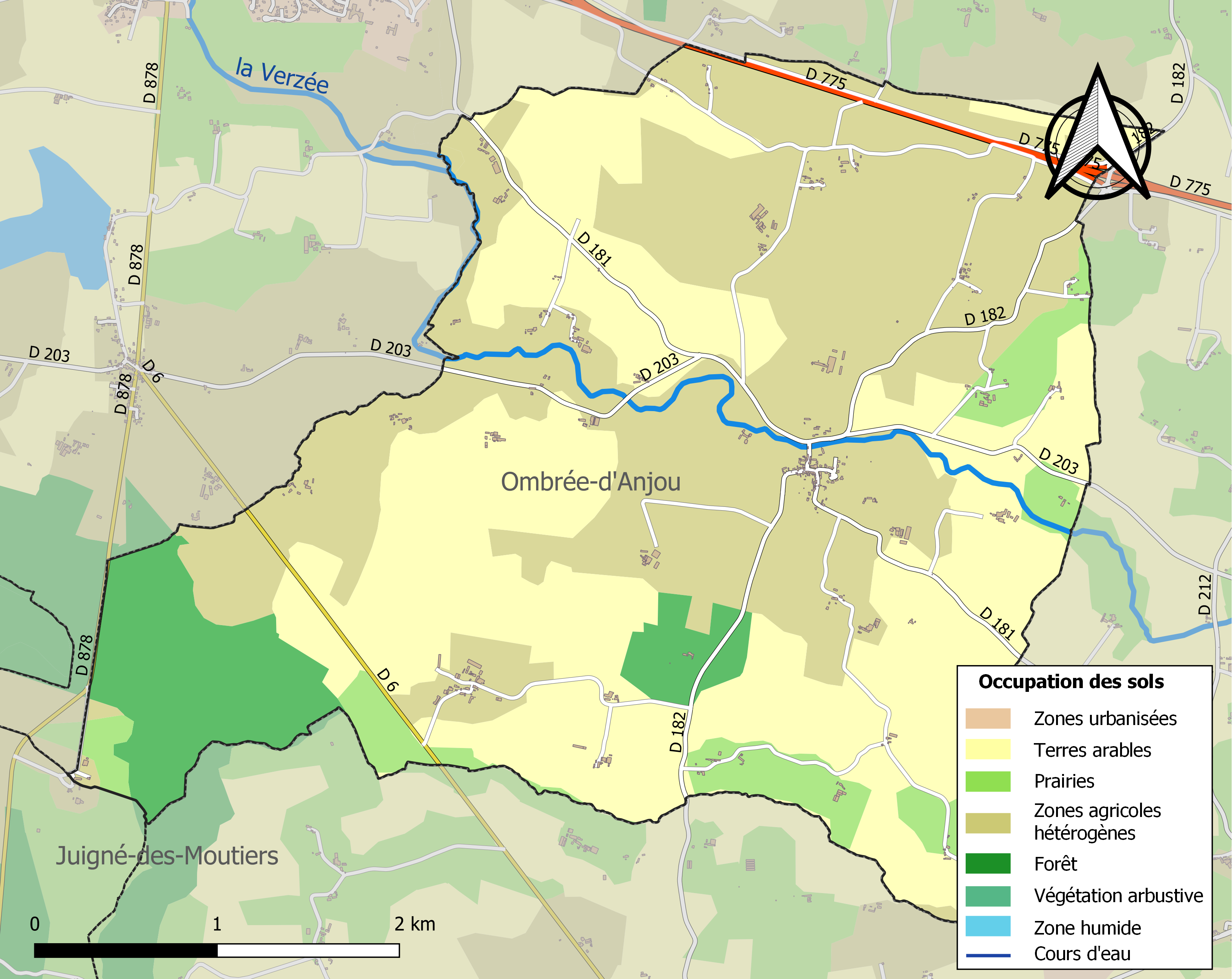
Kaart van de gemeente met de belangrijkste infrastructuur, bodemgebruik en omliggende gemeenten

## Demografie
Onderstaande figuur toont het verloop van het inwonertal.
Angrie · Armaillé · Bouillé-Ménard · Bourg-l'Évêque · Candé · Carbay · Challain-la-Potherie · Chazé-sur-Argos · Loiré · Ombrée d'Anjou · Segré-en-Anjou Bleu